# The Bet (popgroep)
The Bet was een Belgische popgroep uit begin jaren tachtig. De band bestond uit zanger en songschrijver Mark Vanhie, gitarist Rik Aerts, bassist Gerd Keppens en drummer Guido Van Mileghem.  
In 1981 had The Bet in België een bescheiden hit met Don’t Talk To The Liar. Datzelfde jaar brachten ze hun debuutalbum uit, Facing Fate (EMI). De plaat werd opgenomen in het Engelse Strawberry Studios in een productie van Martin Lawrence, de geluidstechnicus van onder meer 10CC en Barclay James Harvest.  
Een tweede album, Second Arrow (EMI), verscheen in 1983. Het album werd opgenomen met een nieuwe bassist, Wilfried Van Dijck, in de ICP-studios in Brussel. De singles Roll On en Sometimes bewijzen dat het opnieuw een plaat was "vol subtiele pop met ingrediënten van rock en westcoast, af en toe gekruid met een beetje funk", zoals OOR's Pop Encyclopedie het album destijds omschreef. Het succes bleef echter uit, waarop The Bet het voor bekeken hield.
In het midden van de jaren negentig maakte The Bet naast andere Belpop-bands als Red Zebra en Toy een weinig succesvolle comeback met de release van Wysiwyg (Alora, 1994).
Frontman Marc Vanhie stortte zich op het produceren van andermans werk. Zo schreef en produceerde hij de single True Love Is Tough voor zangeres Sarah. Ook werkte hij, samen met Beverly Jo Scott, actief mee aan de comeback van Paul Michiels (Soulsister) op diens laatste album.

## Discografie

### Albums
- Facing Fate (lp, EMI, 1981)
- Second Arrow (lp, EMI, 1983)
- Wysiwyg (cd, Alora, 1994)
- Facing Fate / Second Arrow (cd, 2004)

### Singles
- Don't Talk To The Liar (de vinyl- en cd-[lp-]versie zijn verschillend) / You Don’t Have What I Need (EMI, 1981) werd door Yasmine gecoverd als Briefje.
- Who takes the long way home (1981)
- No (1981)
- Sometimes (EMI, 1982)
- Roll On (1983)
- Ela ela ela (1983)